# Huevazo

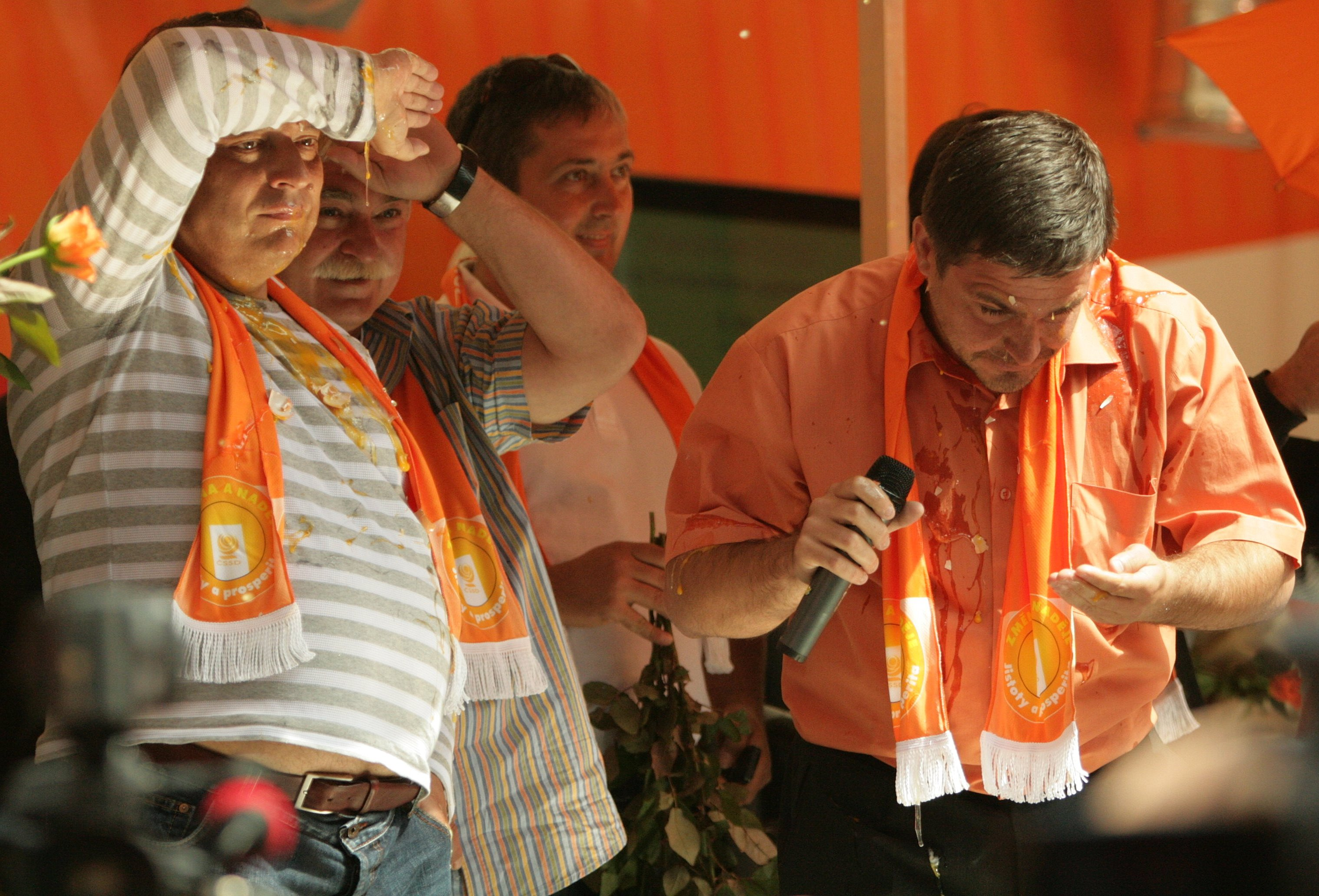
Los políticos checos Jiri Paroubek (izquierda) y cs (derecha) siendo atacados con huevos durante un mitin para las elecciones al Parlamento Europeo en 2009.

Un huevazo es el acto de lanzar huevos a personas o propiedades. Los huevos son generalmente crudos, pero pueden ser duros o podridos.
Lanzar huevos a políticos es una forma conocida de protesta, y lanzar huevos a automóviles o casas se puede hacer como una forma de vandalismo, con o sin razón, aunque en algunos lugares se realiza por motivos benignos o de celebración.

## Daños y lesiones
Los huevos son capaces de causar daños cuando se arrojan a la propiedad, y lanzar huevos se puede considerar vandalismo. Cuando se arrojan a los autos, los huevos pueden abollar un panel de la carrocería o rayar la pintura donde se rompe la cáscara. La clara de huevo puede degradar ciertos tipos de pintura de vehículos y casas. El huevo seco puede ser difícil de quitar, y los intentos de extracción con raspadores o abrasivos pueden dañar algunas superficies.
Las víctimas de huevazos pueden tener derecho a una compensación financiera por el costo de las reparaciones y la limpieza para reparar la propiedad dañada. Los cargos comunes relacionados con huevazos son daños a la propiedad, vandalismo y molestias. En los casos más graves en los que se produjeron lesiones, los autores pueden ser acusados de agresión y multados.
Lanzar huevos a la cara de una persona puede causar lesiones graves y lesiones en los ojos, y puede constituir atentado y lesión corporal. Una enfermera quedó ciega de un ojo cuando le lanzaron un huevo desde un automóvil que pasaba en marzo de 2008 en Dublín. Un niño en Long Island perdió de vista en un ojo después de que los adolescentes de una escuela secundaria local le tiraran huevos desde un automóvil que pasaba en Halloween en 2005.

## Como protesta
Los huevos se lanzan a veces contra personas o edificios como una forma de protesta. Personas de alto perfil que han recibido huevazos incluyen: David Cameron, Steve Ballmer, Miloš Zeman, Bronisław Komorowski, Arnold Schwarzenegger, John Prescott, Nick Griffin, David Blaine, Richard Prebble, Ed Miliband, Nigel Farage, John Tsang, Luis Fortuño, y Rafael Correa, entre otros.
El 1 de junio de 1970, el primer ministro del Reino Unido, Harold Wilson, fue golpeado en la cara por un huevo crudo lanzado por un miembro de los Jóvenes Conservadores, mientras hacía campaña para la reelección el 18 de junio de 1970.
Durante las elecciones presidenciales de Ucrania de 2004, el candidato Víktor Yanukóvich fue trasladado de urgencia a un hospital después de que lo golpearon con un huevo (mientras que funcionarios del gobierno afirmaron que lo había golpeado un ladrillo), lo que se convirtió en una fuente de burla.
El banco irlandés AIB se creó en respuesta a la crisis bancaria irlandesa de 2009. El presidente del parlamento ucraniano, la Rada Suprema, fue arrojado huevos por diputados dentro del recinto parlamentario en 2010 como protesta contra un acuerdo de gas natural durante la disputa de gas entre Rusia y Ucrania.
El expresidente de Brasil, Luiz Inácio Lula da Silva, tuvo huevos y piedras arrojados a su autobús por manifestantes en marzo de 2019 mientras visitaba el sur de Brasil. En julio de 2017, a María Victoria Barros, diputada regional por Paraná e hija de Ricardo Barros, ministro de Salud durante el gobierno de Michel Temer, le arrojaron huevos durante su boda cuando salía de la iglesia en Curitiba.
Después de culpar a los inmigrantes musulmanes por los atentados antimusulmanes de Christchurch en marzo de 2019, el político australiano Fraser Anning fue arrojado un huevo por un adolescente que fue arrestado, pero luego liberado sin cargos. Mientras hacía campaña durante las elecciones federales de Australia de 2019 en mayo de ese año, el primer ministro Scott Morrison fue objeto de un intento de huevazo por parte de una mujer de 24 años en un evento de la Asociación de Mujeres celebrado en el Centro de Entretenimiento de Albury. El huevo no se rompió en contacto con la cabeza de Morrison y en su lugar rebotó. La mujer fue arrestada de inmediato. La anterior primera ministra australiana Julia Gillard también fue arrojada huevos por manifestantes.

## Para eventos específicos
Los huevazos se asocian a veces con ciertos eventos y días festivos.
En partes del Reino Unido y Estados Unidos, el 30 de octubre se conoce como «Mischief Night» («Noche de travesuras»), cuando los adolescentes frotan barras de jabón en las ventanillas de los automóviles, pintan con grafiti en aerosol, gritan lenguaje soez, lanzan huevos a las casas, adornan árboles con papel higiénico y corren después de sonar timbres de casas.
En Brasil y Perú es común lanzarle o reventarle huevos en la cabeza a alguien en su cumpleaños, con o sin su consentimiento, como una broma amistosa. Por lo general, harina también se vierte sobre la cabeza de la persona después de los huevos, con la idea de «hacer un pastel en sus cabezas». Un ejemplo notable fue cuando el mediocampista del Guarani FC, José Fernando Fumagalli, fue arrojado huevos y harina por parte de sus compañeros de equipo durante las celebraciones de su 40 cumpleaños y el anuncio de su retiro en 2017. La tradición se originó en la década de 1980 en México, donde era común romper cáscaras de huevo en la cabeza de una persona en su fiesta de cumpleaños como un voto de buena fortuna. Los huevos usualmente estaban rellenos de confeti y coloreados con tinte o crayones.